# إيس اغنست آدس
الآس ضد الصعاب هي السيرة الذاتية للاعبة التنس الهندية المحترفة سانيا ميرزا لعام 2016. الكتاب هو سيرتها الذاتية الرسمية التي تؤرخ رحلتها لتصبح واحدة من أفضل لاعبات التنس في الهند والعالم. يحتوي الكتاب أيضًا على بعض اللقاءات التي لا تنسى للاعبة داخل وخارج الملعب والأشخاص والعلاقات التي ساهمت في نموها كشخص ورياضية.  
صدر الكتاب على يد شاروخان في حفل أقيم في حيدر أباد في يوليو 2016 